# Seznam uměleckých realizací ve veřejném prostoru ve Vinoři
Seznam uměleckých realizací ve Vinoři v Praze 9 obsahuje tvorbu výtvarných umělců umístěnou ve veřejném prostoru v katastrálním území Vinoř. Seznam je řazen podle ulic a nemusí být úplný.

## Seznam uměleckých realizací
| Název                     | Fotografie                                                           | Lokace                                            | Autor                                                 | Rok  | Popis           | Poznámka             |
| ------------------------- | -------------------------------------------------------------------- | ------------------------------------------------- | ----------------------------------------------------- | ---- | --------------- | -------------------- |
| Památník Mistra Jana Husa | Kategorie „Památník Mistra Jana Husa ve Vinoři“ na Wikimedia Commons | Prachovická 50°8′46,85″ s. š., 14°34′53,02″ v. d. | Josef Bílek (*1896–1978) Vilém Kvasnička (*1885–1969) | 1935 | socha, pískovec | před základní školou |